# Hedwig von Rohden
Hedwig von Rohden, née le 10 décembre 1890 à Helsinki, alors Grand-Duché de Finlande, et décédée le 25 mars 1987 à Loheland, district de Fulda, est une professeure et théoricienne de gymnastique allemande. Elle est à l'origine de la Gymnastique Loheland (de) et cofonde la colonie de femmes de Loheland près de Fulda en Hesse, qui se veut un lieu d’accueil d’une nouvelle génération de femmes et un établissement d’enseignement basé sur l'éducation physique.

## Biographie

### Enfance et jeunesse

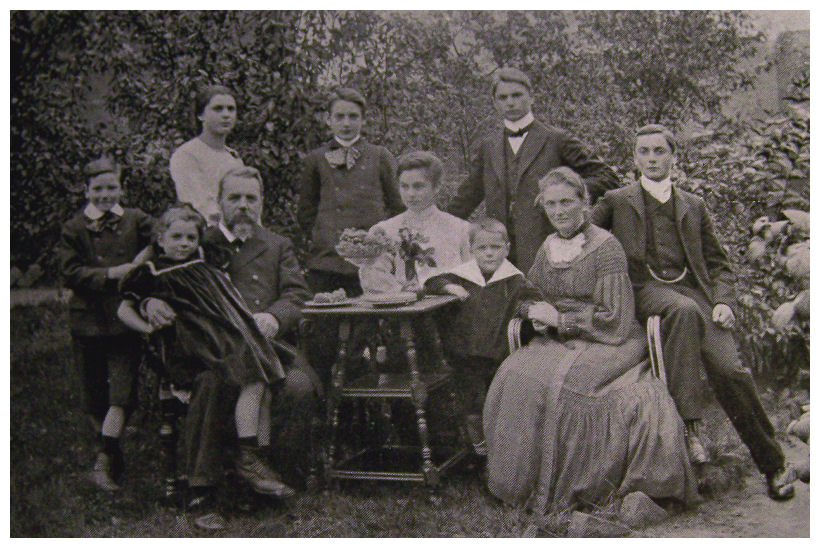
Gustav et Agnes von Rohden avec huit enfants, 1906. Hedwig von Rohden est probablement la troisième en partant de la gauche.

Hedwig von Rohden est née le 10 décembre 1890 à Helsinki. Elle est la quatrième des huit enfants du théologien protestant, aumônier de prison et écrivain Gustav von Rohden (de) (1855–1942) et de son épouse Agnes Dörpfeld (1858-1907), très active dans le domaine social. Gustav von Rohden est pasteur à Helsinki (Finlande) jusqu'à l'automne 1894. Cinq de ses enfants y sont nés : Agnès, Friedrich, Hedwig, Karl et Harald. Le grand-père maternel d'Hedwige von Rohden est le pédagogue Friedrich Wilhelm Dörpfeld (de) (1824–1893 ; auteur de : « Die freie Schulgemeinde und ihre Anstalten auf dem Boden der Freien Kirche im freien Staate » (La communauté des écoles libres et ses institutions sur le terrain de l'Église libre dans l'État libre), et un de ses oncles du côté maternel est l'archéologue Wilhelm Dörpfeld (1853–1940),.
En 1894, âgée de quatre ans, Hedwig von Rohden arrive en Allemagne, à Düsseldorf. Elle fréquenté les écoles de Werden an der Ruhr, Düsseldorf et Berlin. La famille von Rohden vit à côté de la prison, où le père est aumônier. À la mort de sa mère, Agnès Dörpfeld, en 1907,  Hedwige von Rohden, âgée de dix-sept ans, assure la gestion de la famille. Gustav von Rohden est nommé conseiller consistorial à Berlin en 1908 et la famille s'y installe.

### Formation et débuts
Hedwig von Rohden devient membre du mouvement Wandervogel de Steglitz. 
Elle fréquente l'École sociale des femmes (de) et, en 1909, pendant six mois, le séminaire de gymnastique harmonieuse dirigé par la réformatrice pédagogique Hedwig Kallmeyer (1884-1948) à Berlin-Zehlendorf. 
En 1911, à l'âge de 21 ans, Hedwig von Rohden devient assistante à l'école de gymnastique harmonieuse (Schule für harmonische Gymnastik) de Hedwig Kallmeyer. C'est probablement à Zehlendorf qu'elle rencontre le théologien protestant Karl Friedrich Zimmer (de)Karl  (1855-1919), fondateur de l'Association diaconale évangélique (de). Il lui demande de participer à son séminaire sur l’éducation des femmes à Cassel. Hedwig von Rohden fonde le séminaire de gymnastique classique au sein de la Fondation Mathilde Zimmer à Cassel en 1911 ou 1912,.
Six mois plus tard, la peintre Louise Langgaard (1883–1974) rejoint également le séminaire de Cassel. Louise Langgaard a été formée à la gymnastique par le médecin et professeur de gymnastique américain d'origine néerlandaise Bess Mensendieck (1864-1957), auteur de la technique physiothérapeutique qui porte son nom.
Hedwig von Rohden et Louise Langgaard dirigent le séminaire pendant plusieurs années selon leurs propres idées. Elles mettent l'accent sur la gymnastique, la physiothérapie, le sport et la danse et n'enseignent qu'à des femmes. Elles forment entre autres Anna Müller-Herrmann (de)  (1888–1975), fondatrice de la « gymnastique soignante » ( Pflegerische Gymnastik en Allemand). Les deux jeunes femmes commencent à développer un concept d’éducation indépendant pour les femmes adultes, basé sur les études du mouvement. 
Le séminaire de gymnastique classique déménage à plusieurs reprises : de Cassel à Potsdam vers 1914, puis à Tambach en Thuringe vers 1916. Pendant la Première Guerre mondiale, le château de Bieberstein, qui appartient au  pédagogue réformateur allemand Hermann Lietz est utilisé pour les activités du séminaire.

### Anthroposophie

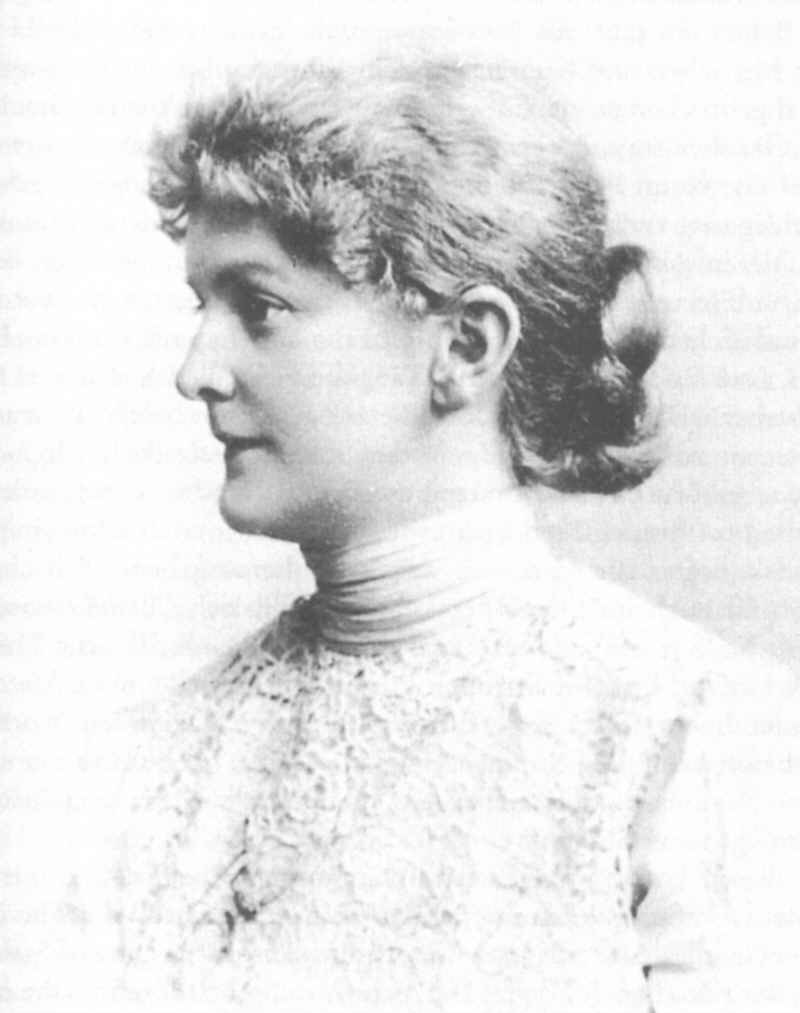
Marie Steiner

En 1918/1919, Hedwig von Rohden est initiée à l'anthroposophie par le médecin Felix Peipers à Munich. En 1922, elle contacte Rudolf Steiner, le fondateur de l'anthroposophie. Sa seconde épouse, Marie Steiner visite Loheland en 1926. Sur sa recommandation, Hedwig von Rohden décide d'étudier l'eurythmie à Dornach, en Suisse, en 1927/1928. 

### Loheland
À la mort de Hermann Lietz en 1919, Hedwig von Rohden et Louise Langgaard doivent quitter le château de Bieberstein. En mai 1919, elles achètent près de Fulda une forêt et un terrain de plus de 40 hectares et y créent la Lohelandschule für Gymnastik, Landbau und Handwerk ( École d'éducation physique, d'agriculture et d'artisanat de Loheland), un lieu d’accueil et un établissement d’enseignement pour une nouvelle génération de femmes. Selon une publicité de 1920, Loheland devait devenir le « lieu du destin du sexe féminin à venir ». Au début, le campement est constitué de tentes et étudiantes de la première génération sont logées dans les fermes alentour. Cependant, la construction des premiers bâtiments, ateliers et autres infrastructures sur les landes jusqu'alors inexploitées avance rapidement, avec le soutien financier d' étudiantes et d'amis. Les cours reprennent à l'automne 1919. La plupart des bâtiments sont conçus par Louise Langgaard,.
Si la Gymnastique Loheland (de), mise au point par Hedwig von Rohden et Louise Langgaard, est au centre de l'enseignement à Loheland, il intègre également le jardinage, l'agriculture et l'artisanat. Les étudiantes de Loheland travaillent dans leur propre ferme et dans leurs propres ateliers, mais aussi comme enseignantes dans les écoles des villages environnants et comme ouvrières agricoles dans les fermes environnantes. Hedwig von Rohden fonde sur le site des ateliers de tissage (1919), de vannerie, de menuiserie (1920), de tournage sur bois (1924), de cuir, un laboratoire photo (1926 ), un atelier de couture (1927), un élevage de dogues allemands (1930) et une poterie (1931). Ces entreprises artisanales constituent la base financière du Loheland mais avant tout, elles répondent à la volonté d'assurer une formation professionnelle pour les jeunes femmes,.Loheland ne se considère pas comme un projet de colonisation ordinaire, mais comme un projet de réforme physique et spirituelle, mais aussi émancipateur. L’éditeur Eugen Diederichs (de) appelle Loheland « l’État amazonien ».
Bientôt, en plus du diplôme de professeure de gymnastique diplômée d'État, d'autres qualifications professionnelles peuvent être acquises à Loheland. 
Loheland attire également l'attention grâce à sa nouvelle culture de la danse. La danse expressionniste et libre des femmes de Loheland correspond à une tendance de l’époque. En 1919, les membres de Loheland présentent leur danse sur des scènes de théâtre public dans toute l'Allemagne. Lorsque, en 1923, un incendie détruit tous les costumes, Louise Langgaard et Hedwig von Rohden mettent fin aux spectacles de danse. 
En 1926, l'atelier photo Loheland (de) est ouvert. Des photographies publicitaires, de portraits et des paysages de haute qualité y sont réalisés. La photographie est utilisée pour la commercialisation des produits de la colonie et documente également la vie à Loheland. Bertha Günther, pour sa part, expérimente l’exposition directe du papier photographique, sans appareil photo, pour réaliser ses photogrammes. 

### Anthroposophie et eurythmie
En 1927, l'agriculture biodynamique selon les concepts anthroposophiques est introduite à Loheland. 
En 1928, Hedwig von Rohden obtient son diplôme d'eurythmie à l'école d'eurythmie de Dornach.

### Le nazisme
Après l'arrivée au pouvoir des nazis en janvier 1933, Loheland est menacé de fermeture et des conflits surgissent entre Hedwig von Rohden et Louise Langgaard au sujet de la conduite à adopter. Alors que Louise Langgaard prône une stratégie d’adaptation aux nouveaux dirigeants nazis, Hedwig von Rohden rejettte catégoriquement toute compromission. En 1937, Hedwig von Rohden quitte Loheland et n’y revient qu’après 1974 et la mort de Louise Langgaard. 

### L'après-guerre
À partir de 1937, Hedwig von Rohden travaille comme professeure d'eurythmie dans différents lieux. Elle développe l'eurythmie en collaboration avec Marie Steiner, la seconde épouse de Rudolf Steiner. Hedwig Von Rohden s'installe plus tard à Dornach.
Louise Langgaard forme des jeunes femmes du Service du travail du Reich pour devenir professeures de gymnastique. Elle occupe des  postes de direction au sein de la Ligue nationale-socialiste des femmes et de la Ligue des jeunes filles allemandes. Louise Langgaard réussit à éviter la fermeture imminente en 1941 grâce à l'aide d'amis influents du mouvement de jeunesse. Loheland devient tout de même un refuge pour certaines personnes persécutées pour des raisons politiques ou racistes. Les femmes de Loheland de toute l'Allemagne envoient leurs enfants à Loheland pour les mettre à l'abri des bombardements alliés qui frappent les principales villes allemandes. Ces enfants forment la première génération d’étudiants Waldorf à Loheland après la Seconde Guerre mondiale. Loheland est la seule communauté anthroposophique à avoir survécu à l’ère nazie. 

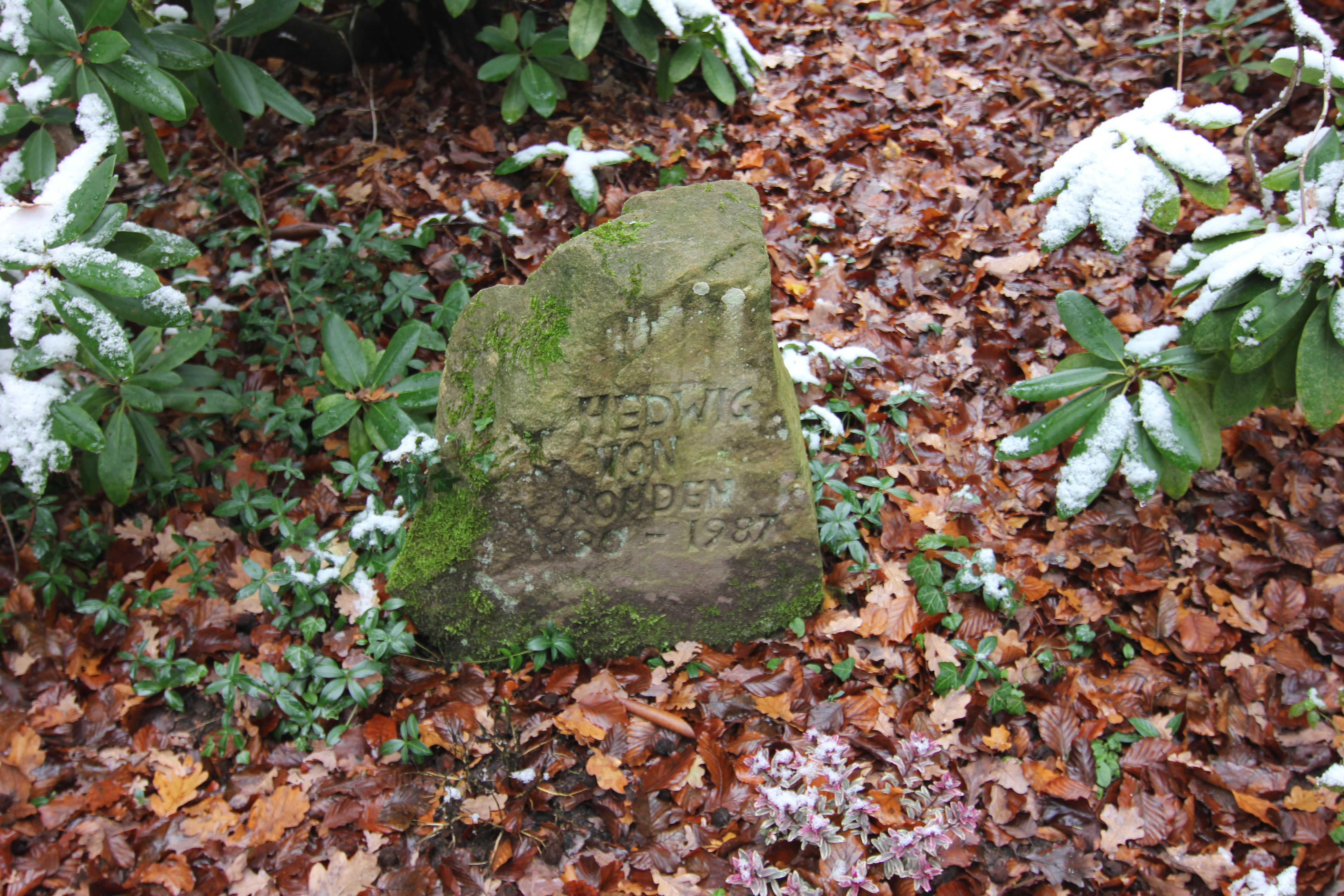
Pierre tombale d'Hedwig von Rohden au cimetière de Loheland

Il n’y a pas eu de retrouvailles entre les deux fondatrices de Loheland. Louise Langgaard meurt en 1974 et ce n'est qu'en 1977 qu'Hedwig von Rohden revient à Loheland. Cinq ans plus tard, en 1982, elle s'installe dans cette localité de la Rhön et y vit jusqu'à sa mort le 24 mars 987,.

## Publication
- (de) Hedwig von Rohden et Louise Langgaard, Gymnastik, Sport, Schauspiel, Loheland, Deutscher Gymnastik-Bund, 1928